# Gesamtergebnisrechnung
Die Gesamtergebnisrechnung, auch nach dem englischen Begriff statement of comprehensive income genannt, ist ein Bestandteil von Konzern- oder Einzelabschlüssen, die nach den International Financial Reporting Standards (IFRS)  (IAS 1.10), den United States Generally Accepted Accounting Principles (US-GAAP) oder einigen anderen Rechnungslegungsstandards aufgestellt werden. Sie soll die Entstehung des Gesamtergebnisses der Berichtsperiode eines Konzerns- oder Unternehmens erklären. Das Gesamtergebnis ist die Summe des Gewinnes- oder Verlustes der Periode und des sonstigen Ergebnisses. Der Gewinn oder Verlust der Periode, der bei Jahresabschlüssen dem Jahresüberschuss oder -verlust entspricht, ist die Summe aller GuV-wirksamen Erträge abzüglich der Summe aller GuV-wirksamen Aufwendungen der Berichtsperiode. Das sonstige Ergebnis, das auch mit dem englischen Begriff other comprehensive income bezeichnet wird, ist die Summe aller nicht in der GuV erfassten Erträge abzüglich der Summe aller nicht in der GuV erfassten Aufwendungen der Berichtsperiode.
Das deutsche und österreichische Bilanzrecht kennen die Gesamtergebnisrechnung nicht. Hier werden der Erfolg und seine Quellen in der Gewinn- und Verlustrechnung dargestellt.

## Unterschiedliche Darstellungsvarianten
Die Darstellung der Entstehung des Gesamtergebnisses kann nach den IFRS wahlweise in einer Aufstellung oder in zwei verschiedenen Aufstellungen erfolgen.(IAS 1.10A) Bei der ersten Darstellungsvariante wird dieses in einer umfassenden Gesamtergebnisrechnung erläutert. In ihr werden zunächst die Erträge und Aufwendungen angegeben, die zu dem als Zwischensaldo aufgeführten Gewinn oder Verlust der Periode führen. Dieser erste Teil entspricht der Gewinn- und Verlustrechnung. Nach dem Zwischensaldo werden die Erträge und Aufwendungen angegeben, die zum zweiten Zwischensaldo, dem sonstigen Gesamtergebnis, führen. Abschließend wird als Ergebnis der Rechnung das Gesamtergebnis angegeben. Diese Variante wird vom International Accounting Standards Board (IASB) präferiert.
Bei der zweiten Darstellungsvariante wird der Erfolg durch eine Gewinn- und Verlustrechnung (GuV) und eine verkürzte Gesamtergebnisrechnung dargestellt. Diese Variante wird in der Praxis am häufigsten gewählt. Die verkürzte Gesamtergebnisrechnung beginnt mit dem Ergebnis der GuV, dem Gewinn- oder Verlust der Periode. Da dessen Zustandekommen bereits in der GuV erläutert wird, wird der Gewinn- oder Verlust der Periode in der verkürzten Gesamtergebnisrechnung nur in einem Betrag angegeben. Diesem folgt eine Auflistung der ergebnisneutralen Erträge und Aufwendungen, die das sonstige Gesamtergebnis ausmachen. Die verkürzte Gesamtergebnisrechnung endet mit dem Betrag des Gesamtergebnisses.
Die US-GAAP, deren Terminologie sich leicht von der der IFRS unterscheidet, erlauben neben den oben geschilderten Darstellungsvarianten, auch eine Erläuterung des sonstigen Ergebnisses in der Eigenkapitalveränderungsrechnung.
Nach den IFRS kann die Gesamtergebnisrechnung wahlweise in Konten- oder Staffelform aufgestellt werden, während die US-GAAP die Staffelform vorschreiben. Beide Rechnungslegungssysteme schreiben eine Mindestgliederung vor (IAS 1.82), deren Inhalt jedoch bei beiden unterschiedlich ist. IFRS Rechnungsleger dürfen zwischen der Darstellung nach dem Gesamtkosten- und dem Umsatzkostenverfahren wählen. Letzteres erfordert die zusätzliche Angabe von bestimmten Aufwendungen, wie zum Beispiel Abschreibungen, im Anhang. US-GAAP Rechnungsleger, die der Aufsicht der United States Securities and Exchange Commission (SEC) unterliegen, müssen das Umsatzkostenverfahren anwenden.
IFRS (IAS 1.45) und US-GAAP verlangen, dass die Darstellungsform der Gesamtergebnisrechnung in den Abschlüssen der folgenden Perioden beibehalten wird. Nur bei Vorliegen von definierten Ausnahmetatbeständen kann von der Darstellungsform, den Posten und deren Inhalt abgewichen werden, wobei die Änderungen zu erläutern sind.

## Inhalt
In der Gesamtergebnisrechnung werden alle Erträge und Aufwendungen in Posten zusammengefasst aufgelistet. Nach dem Rahmenkonzept der IFRS (F.4.25) ist ein Ertrag die „Zunahme des wirtschaftlichen Nutzens in der Berichtsperiode in Form von Zuflüssen oder Erhöhungen von Vermögenswerten oder eine Abnahme von Schulden, die zu einer Erhöhung des Eigenkapitals führen, welche nicht auf eine Einlage der Anteilseigner zurückzuführen ist“. Der Aufwand wird analog jedoch mit umgekehrten Vorzeichen definiert. Das Rahmenkonzept der US-GAAP enthält ähnliche Definitionen.
Die Erträge und Aufwendungen unterteilen die IFRS nach solchen aus gewöhnlicher Geschäftstätigkeit und anderen Erträgen (gains) und Aufwendungen (losses). Weiterhin werden Erträge und Aufwendungen danach unterteilt, ob sie ergebniswirksam den Gewinn- oder Verlust der Periode beeinflussen oder ergebnisneutral nur das sonstige Ergebnis beeinflussen. Die einzelnen Rechnungslegungsstandards legen fest, wann Erträge und Aufwendungen als ergebnisneutral klassifiziert werden dürfen oder müssen. (IAS 1.7) Im Gegensatz zu den US-GAAP verbieten die IFRS den Ausweis von Erträgen und Aufwendungen unter dem Posten „außergewöhnliche Erträge und Aufwendungen“. In beiden Rechnungslegungssystemen werden die Ergebnisse aus aufgegebenen Geschäftsbereichen als gesonderter Posten in der Gesamtergebnisrechnung ausgewiesen. (IFRS 5.33)
Der Definition der Erträge und Aufwendungen folgend entspricht das Gesamtergebnis dem Teil der Veränderung des Eigenkapitals in einer Periode, der nicht auf Transaktionen der Eigentümer in ihrer Funktion als Anteilseigner zurückzuführen ist. In diesem Sinne ist die Gesamtergebnisrechnung mit der Bilanz verknüpft.